# Прямобрюх белохвостый

Прямобрюх белохвостый, или стрекоза беловершинная, (лат. Orthetrum albistylum) — разнокрылая стрекоза из семейства настоящих стрекоз (Libellulidae).

## Описание
Длина тела 45—50 мм, длина брюшка 30—37 мм; заднее крыло 33—38 мм, размах крыльев до 76 мм. Брюшко относительно уплощенное, у самцов II-V-е сегменты светлые, голубоватого цвета или сизые. У самок и молодых самцов брюшко имеет решетчатый рисунок. У самок Х-й тергит брюшка белого цвета. Анальные придатки белые (у очень старых самцов верхние придатки черноватые). Лоб светлый. Средняя лопасть переднеспинки крупная, посредине выемчатая. Перепоночка серая. Птеростигма чёрная или тёмно-коричневая, длиной 3—4 мм.

## Ареал
Центральная, Южная и Восточная Европа, Западная, Средняя, Центральная и Восточная Азия. В последние десятилетия отмечается тенденция к расширению западной и восточной частей ареала.
В России обитает 2 подвида: номинативный, распространённый Краснодарском крае, Ростовской области, Нижнем и Среднем Поволжье до места слияния Волги и Камы, в Южной Сибири — в горных районах к востоку от реки Обь, включая Алтай, примерно до 55—57° с. ш. на севере и до границы на юге и востоке. Второй подвид — Orthetrum albistylum speciosum Uhler, 1858. Подвид отличается контрастной окраской и обитает в Приморском крае, южных районах Хабаровского края, Амурской области, на Сахалине, Южных Курилах.
На Украине отмечен в Западноукраинском Полесье, Западной Лесостепи, Прикарпатье, Закарпатье, Черновицкой, Киевской, Полтавской, Харьковской, Одесской, Херсонской, Запорожской и Донецкой областях. На севере редкий, на юге — обычный.

## Биология
Время лёта: июнь — август. Населяет различные стоячие водоемы, по большей части открытые и хорошо освещаемые солнцем. На севере ареала часто населяет горячие источники с температурой не менее 35—40 °C, где личинки развиваются в мелководных разливах остывающей термальной воды. Цикл развития личинок длится 1—2 года. В горячих источниках отмечается переход личинок на питание различными насекомыми, падающими на поверхность воды. Личинка может временно переносить пересыхание водоёмов.